# La Folie des hommes
Pour l’article homonyme, voir La Folie des hommes (film, 1931).
Pour plus de détails, voir Fiche technique et Distribution.
La Folie des hommes (Vajont - La diga del disonore) est un film dramatique franco-italien coécrit, coproduit et réalisé par Renzo Martinelli, sorti en 2001.

## Synopsis
En 1959 en Italie, dans la vallée du Vajont, débutent les travaux du plus grand barrage d'Europe.
Carlo Semenza, le plus grand architecte de barrage au monde de la Società Adriatica Di Elettricità (SADE), réalise l'œuvre de sa vie, secondé par l'ingénieur Alberico Biadene, responsable du projet, qui promet de transformer l'économie de l'Italie.
Malgré cela, un événement de mauvais augure survient lors de la construction du barrage du Vajont : un glissement de terrain au barrage de Pontesei (ayant les mêmes caractéristiques géologiques), non loin de là, provoque une vague qui emporte un ouvrier de la SADE. D’autres études ont démontré que le mont Toc, bordant le lac du barrage du Vajont, risquait de s’effondrer dans la retenue d'eau artificielle, ce qui provoquerait une vague dévastatrice pouvant détruire les villages en contrebas de l'ouvrage.
Seule une journaliste, Tina Merlin, qui a bien pris conscience du danger, va tout faire pour empêcher la mise en service du barrage, mais malgré cela, les enjeux économiques sont énormes, et les travaux continuent…

## Fiche technique
- Titre original : Vajont - La diga del disonore
- Titre français : La Folie des hommes
- Réalisation : Renzo Martinelli
- Scénario : Pietro Calderoni et Renzo Martinelli
- Musique : Francesco Sartori
- Décors : Francesco Frigeri
- Costumes : Luigi Bonanno
- Photographie : Blasco Giurato
- Montage : Massimo Quaglia
- Production : Giuseppe Giglietti, Norbert Chalon, André Farwagi, François Marquis et Renzo Martinelli
- Budget : 17 milliards de lires (8,8 millions d'euros)
- Pays d'origine :  Italie
- Format : noir et blanc / couleur - 2,35:1 - Dolby Digital - 35 mm
- Genre : drame
- Durée : 116 minutes
- Dates de sortie : 
  - Triveneto : 12 octobre 2001 (avant-première en Italie)
  - Italie : 19 octobre 2001
  - France : 27 novembre 2002
  - Belgique : 26 mars 2003

## Distribution
- Michel Serrault : Carlo Semenza
- Daniel Auteuil : Alberico Biadene
- Laura Morante : Tina Merlin
- Jorge Perugorría : Olmo Montaner
- Anita Caprioli : Ancilla
- Leo Gullotta : Mario Pancini
- Philippe Leroy-Beaulieu : Giorgio dal Piaz
- Jean-Christophe Brétignière : Edoardo Semenza
- Nicola Di Pinto : Francesco Penta
- Federica Martinelli : Margherita
- Eleonora Martinelli : Giannina
- Maurizio Trombini : Desidera
- Bruno Bilotta (it) : Remo
- Paco Reconti : Bertolissi
- Antonio Fabbri : le professeur Ghetti

## Production

### Genèse et tournage
Le scénario du film est inspiré d'une réelle catastrophe survenue le 9 octobre 1963 au barrage du Vajont en Italie, et qui se solde par la mort de 2 200 personnes.
Le tournage se déroule d'août à novembre 2000 à Belluno, Pordenone, Rome (studio), Trévise et Venise.

### Musique
Dans le film contiennent les musiques additionnelles :
- Concerto pour violoncelle de Dvořák - second mouvement
- Franz Schubert : Nocturne en mi bémol majeur, D. 987 (quatuor pour piano et cordes)
- Kol Nidrei de Kol Nidrei

Ainsi que :
- Stella, interprété par Filippa Giordano
- Proteggimi, interprété par Andrea Bocelli
- Villotta, interprété par Gianni Fassetta
- Nostalgia, interprété par Gianni Fassetta
- Come Prima, interprété par Tony Dallara

## Distinctions
- Prix du jury et nomination au prix du meilleur second rôle masculin pour Leo Gullotta et meilleurs décors, lors des Prix David di Donatello en 2002.
- Prix du meilleur second rôle masculin pour Leo Gullotta et nomination au prix de la meilleure photographie, par le Syndicat national italien des critiques de films en 2002.

### Documentation
- Une analyse de certains aspects du film par Claude Gilbert, directeur de recherche en sciences politiques au CNRS : première et seconde parties.